# NGC 5717
NGC 5717 est une vaste et lointaine galaxie spirale (lenticulaire ?) située dans la constellation du Bouvier. Sa vitesse par rapport au fond diffus cosmologique est de 11 184 ± 51 km/s, ce qui correspond à une distance de Hubble de 165 ± 12 Mpc (∼538 millions d'al). NGC 5717 a été découverte par l'astronome britannique John Herschel en 1830.